# 沙娜·马松
沙娜·马松（Chana Masson，1978年12月18日—），巴西女子手球運動員，亦是巴西國家女子手球隊隊員，司職守門員。曾在2011年泛美女子手球錦標賽為巴西隊奪得冠軍。

## 簡歷
2008年，沙娜·马松代表巴西參加中國北京舉行的奥林匹克运动会女子手球比賽。